# Humanismos no cristianos
Los humanismos no cristianos son distintas doctrinas que siguen las principales leyes del humanismo, pero sin una base cristiana sino científica. Estas corrientes comienzan a nacer a partir de los siglos XVIII y XIX, cuando se da un giro en la reflexión humanista: la atención centrada en el hombre deriva, poco a poco, en un progresivo olvido de Dios. Se muestran intolerantes con el cristianismo y toda religión revelada. Los principales impulsores de estas ideas fueron filósofos como Voltaire o Nietzsche, científicos como Charles Darwin, Sigmund Freud y políticos como Karl Marx.

## Origen
Los humanismos no cristianos empiezan a surgir a partir de la Ilustración, entre los siglos XVIII y XIX, donde la intención fue fundar de nuevo los conocimientos, las creencias y la organización de la sociedad sobre bases menos religiosas y más científicas. Este conjunto de doctrinas e ideologías empieza a ser importante a partir del siglo XX. Este siglo es testigo de la aparición de corrientes de pensamiento que se declaran humanistas, pero que suponen la degradación de la dignidad humana pues no sólo quitan a Dios, sino que lo rebajan y reducen su existencia a pura vitalidad irracional y problemática. Entre los llamados humanismos modernos negadores de la trascendencia, unos prolongan las teorías marxistas y positivistas y otros apenas distinguen al hombre del animal.

## Historia
Al comienzo de la Edad Moderna se produjo en Europa un gran cambio respecto a los siglos anteriores que promovió una pérdida de la armonía lograda en la Edad Media entre los saberes sobre Dios, el hombre y el mundo. Empezó entonces a trazarse una nueva imagen acerca del ser humano, en la que se convierte en centro y medida del universo. Sin embargo, la ruptura radical se da en los siglos XVIII y XIX, en los que el hombre se desliga definitivamente de Dios y la religión.
Gracias a Marx y su crítica a los principios del idealismo, se pudo afirmar que a partir de la Ilustración se intenta sustituir la creencia religiosa, que era la base de la sociedad, por diversas ideologías que darían lugar al humanismo materialista.

## Manifestaciones de la pérdida de la fe
Entre las distintas manifestaciones de la falta de la fe y olvido de Dios se encuentran el deísmo, el ateísmo, el agnosticismo, el secularismo laicista, la ética civil y el cristianismo a la carta.
Entre los llamados humanismos modernos negadores de la trascendencia, unos prolongan las teorías marxistas y positivistas y otros apenas si distinguen al hombre del animal.

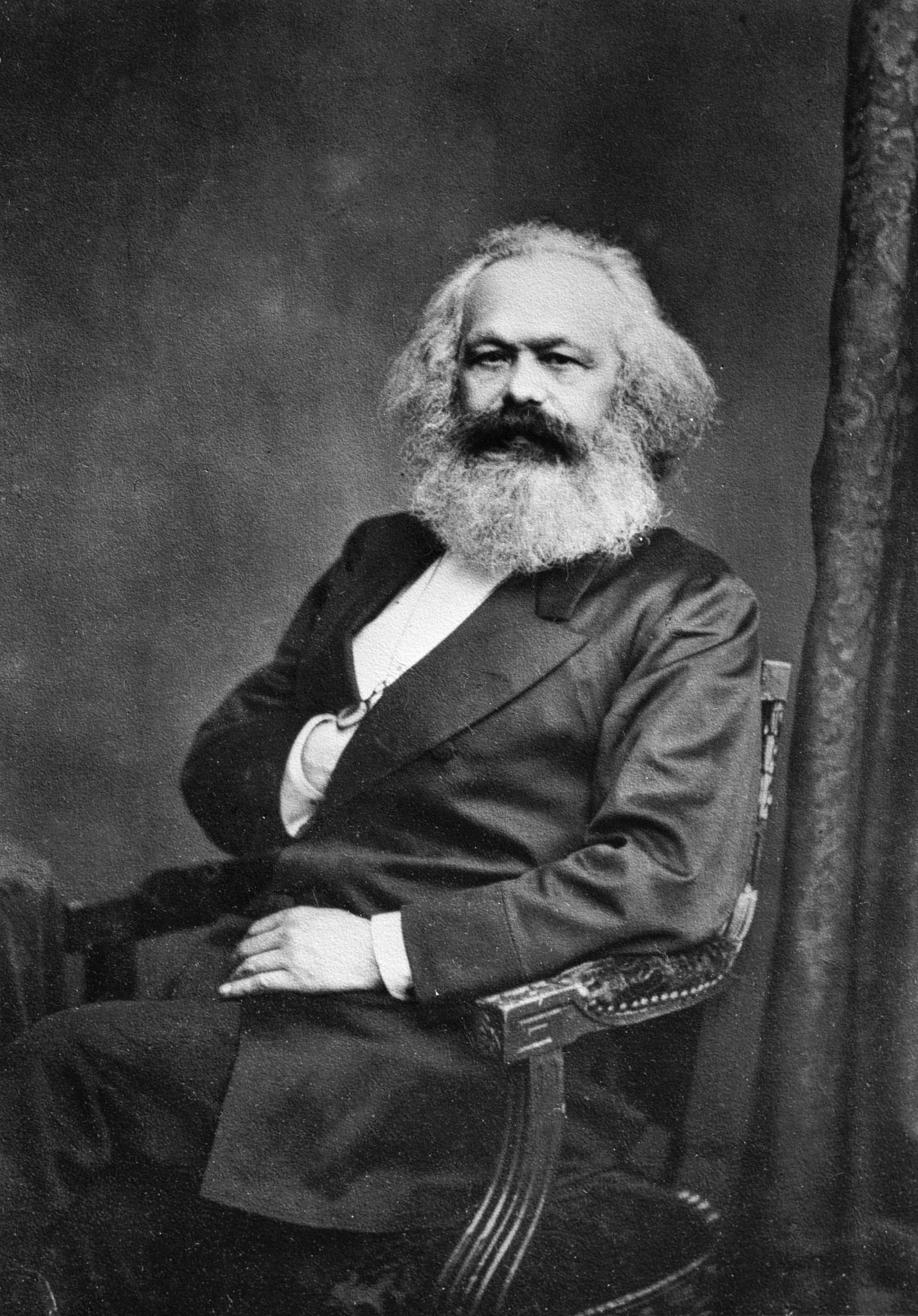
Karl Marx, 1875

### Karl Marx
Fue uno de los pensadores más influyentes en la segunda mitad del siglo XIX y durante todo el siglo XX. Opinaba que la materia es el único principio y la única realidad, y el ser humano no es más que el elemento más evolucionado y perfecto de ésta. También manifestaba que las religiones contribuían a evadir al hombre de su realidad cotidiana, como puede leerse en su obra Contribución a la Crítica de la Filosofía del Derecho de Hegel:

«La miseria religiosa es la expresión de la miseria real y la protesta contra la miseria real. La religión es el suspiro de la criatura atormentada, el alma de un mundo desalmado, y también es el espíritu de situaciones carentes de espíritu. La religión es el opio del pueblo».

Marx comparaba la religión con el opio, ya que afirmaba que ésta era como un narcótico o sedante que creaba una ilusión fantasiosa en la sociedad alienándola así de la realidad y manteniéndola dormida. La religión nace, entonces, por la necesidad de un justificante ante las injusticias y las desigualdades. El filósofo también combatió la religión corrompida de su tiempo porque la consideraba la miseria terrena del hombre.
Como simpatizante de las ideas de Hegel, Marx llegó a conocer bien la obra Secretos de la antigüedad cristiana de Friedrich Daumer, con la que se pretendía desacreditar a los cristianos primitivos afirmando que Jesús nos hizo volver a las prácticas de los sacrificios humanos y el canibalismo. Habiendo aceptado estas afirmaciones, Marx demuestra su poco conocimiento de los principios del cristianismo y de la historia de la Iglesia. De hecho, nunca se enfrentó seriamente con la concepción bíblica de Dios, de Jesucristo y del propio ser humano.[cita requerida]
La creencia de Marx era que la religión moriría por sí sola sin necesidad de combatirla violentamente. Mediante la introducción del nuevo orden comunista, el pensamiento religioso desaparecería fácilmente ya que ya no habría más necesidad de él, pues el ser humano se realizaría a sí mismo en el reino de la libertad y la justicia.
No obstante, ni el ateísmo más moderado de Marx o el de Feuerbach, se apoyan sobre un fundamento suficientemente convincente. Es indudable que existe una influencia de lo psicológico, de lo social y de lo económico sobre la religión y la idea de Dios, pero tal influencia no dice nada acerca de la existencia o no existencia de Dios. Las doctrinas, rituales, himnos y oraciones pueden ser obra de los seres humanos; sin embargo, la divinidad como tal no puede ser creada por ningún humano. Los pensamientos que el hombre se forma acerca de Dios no demuestran que Dios sea sólo el producto de la imaginación humana, por lo que el hombre es obra de Dios pero Dios no es obra del hombre.[cita requerida]

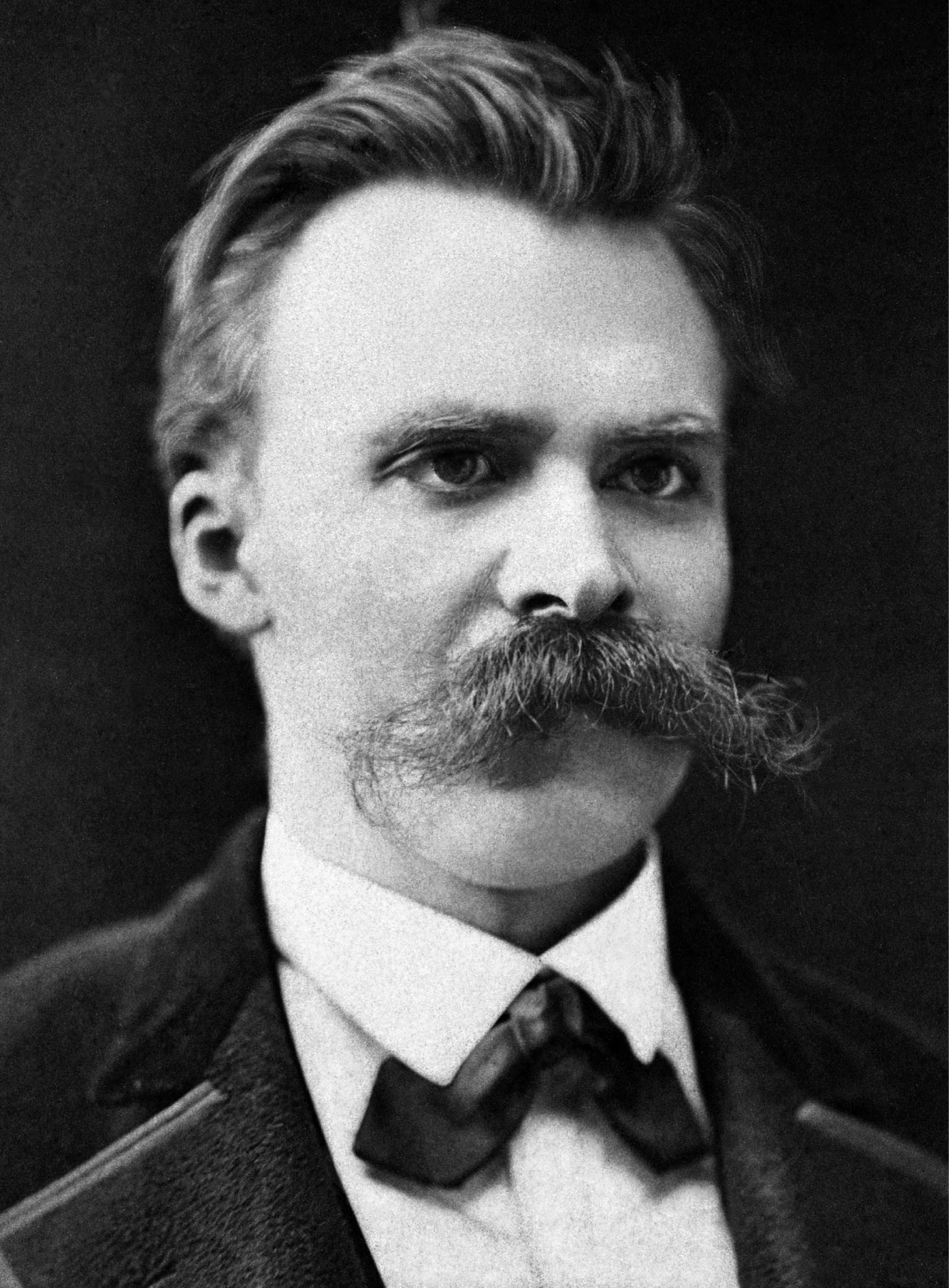
Nietzsche

### Friedrich Nietzsche
Fue un filósofo alemán de gran influencia en el pensamiento moderno cuya idea central es el “superhombre” que, según él, será libre y se dará a sí mismo todos los valores, por lo que será el mismo el creador del bien y del mal. Esto significará su liberación de Dios, porque cree que «Dios ha muerto». Con la muerte de Dios el ser humano conquistará su libertad y Dios se convertirá en su mayor enemigo.

Sigmund Freud, anciano

### Sigmund Freud
Es considerado el fundador de la moderna psiquiatría. A principios del siglo XX inició un sistema terapéutico al que llamó psicoanálisis.
Según Freud, la vida psíquica de un ser humano es normal cuando las pulsiones fluyen libremente. En este sentido el ser humano debe liberarse de los prejuicios religiosos porque esas normas ahogan en su interior sus inclinaciones básicas. La idea de Dios es, entonces, el enmascaramiento de la pulsión primordial, que es la sexualidad.
Para Freud el origen de la religión surge de la impresión aterradora del desamparo infantil con la que uno necesita sentirse protegido por una imagen que el padre suele cumplir. Al caer en la cuenta de que este desamparo dura por toda la vida el hombre se agarra a un Padre, esta vez más poderoso. La angustia creada por los peligros de la vida se calma poniendo el pensamiento en el reino de la bondad de la providencia divina. Si Dios hipoteca al hombre, es preciso liberarse de Él. La religión queda reducida de este modo a una neurosis obsesiva universal.
Freud parece buscar -frente a todo lo artificial- al hombre natural y espontáneo. Sin embargo, termina reduciéndolo a un conjunto de pulsiones inconscientes. Para él la única felicidad que puede buscar el ser humano es la libre satisfacción de los instintos.

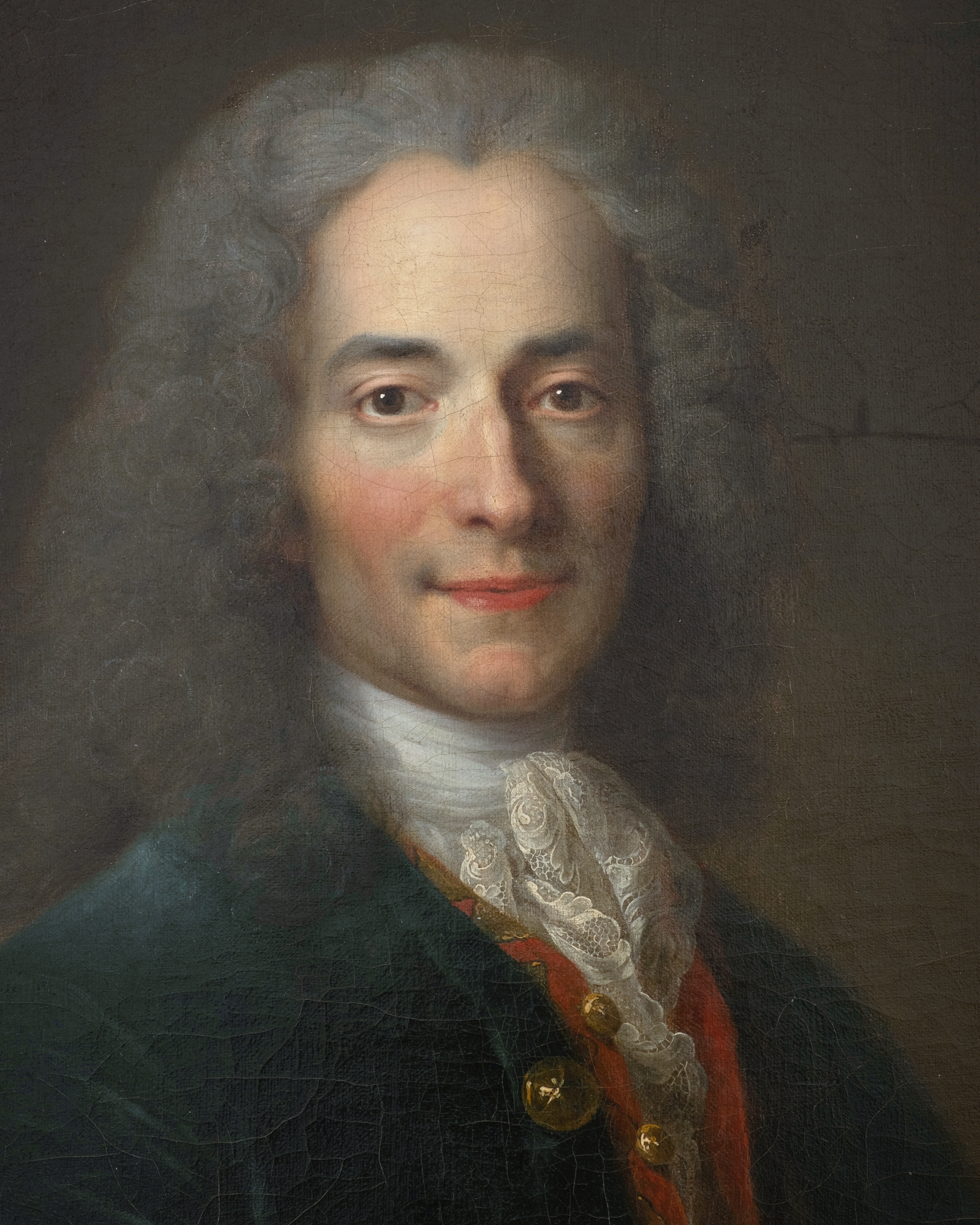
Voltaire, 1725

### Voltaire
La concepción de este francés acerca del hombre es reduccionista, es decir, el ser humano está condicionado por una naturaleza que no comprende y por unos regímenes políticos que limitan su libertad, lo que le imposibilita para conocer cualquier realidad trascendente.
Voltaire era deísta, sin embargo, no cree en la intervención divina en los asuntos humanos, y denuncia el providencalismo en su cuento filosófico Cándido (1759). Fue un ferviente oponente de la Iglesia católica, símbolo según él de la intolerancia y de la injusticia. Se empeña en luchar contra los errores judiciales y en ayudar a sus víctimas.
A pesar de ser autor de un Tratado sobre la tolerancia, muy válida en muchos aspectos, se demostró intolerante con el cristianismo. El odio a toda religión revelada -y en particular al cristianismo- constituyó una obsesión constante en Voltaire.

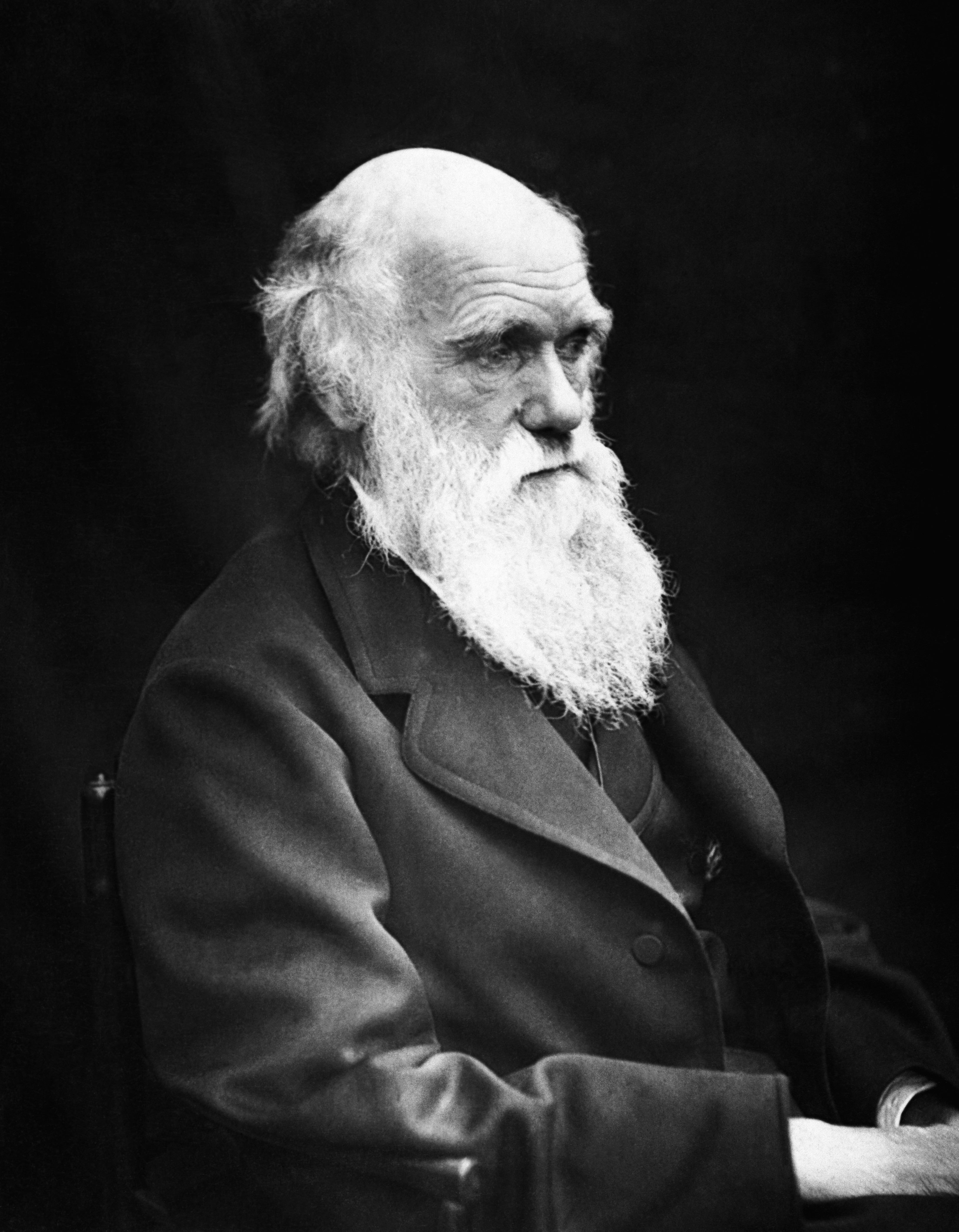
Charles Darwin, 1869

### Charles Darwin
Es uno de los representantes clásicos de la teoría de la evolución, que intenta explicar la diversidad de formas de vida. Según Darwin, la reproducción origina diferentes seres vivos, aptos a las condiciones del medio ambiente en el que están inmersos. Como consecuencia de la lucha por la vida, se produce la selección natural de los individuos, que deriva necesariamente en la supervivencia de los más aptos. Esta es la causa de la aparición de nuevas especies, mejor adaptadas a las características de su entorno en un determinado momento y, en último término, de la aparición del ser humano.
El evolucionismo darwinista fue interpretado desde la aparición de su obra, “El origen del hombre” (1871), como la demostración científica de un materialismo naturalista que suponía el origen exclusivamente material del ser humano. Según esta concepción, el hombre quedaba reducido a su componente animal. Esta teoría, sin intervención alguna de Dios, se difundió en los ambientes científicos y universitarios a partir de finales del siglo XIX. Del darwinismo no sale más que un humanismo materialista, por así decirlo, simplemente biologicista.
La doctrina de la Iglesia católica es compatible con la hipótesis científica del origen del hombre; no es compatible, sin embargo, con un evolucionismo materialista que niega la creación de la materia y del alma humana por Dios.[cita requerida]